# Петар Сучич
Петар Сучич (на хърватски: Petar Sučić) е хърватски футболист, който играе като полузащитник. Състезател е на Интер Милано.

## Кариера

### Динамо Загреб
Сучич започва да играе футбол в местен клуб, преди да премине към младежката формация на Искра Бугойно през 2018 г. През 2020 г. той преминава в Зрински Мостар. През януари 2022 г. подписва петгодишен договор с хърватския Динамо Загреб.
През юни е пратен под наем в бившия си отбор Зрински Мостар. Прави своя професионален дебют в квалификационен мач за Шампионската лига срещу Шериф Тираспол на 6 юли 2022 г. на 18-годишна възраст.
Сучич дебютира за Динамо Загреб в мача за Суперкупата на Хърватия през 2023 г. срещу техния най-голям съперник Хайдук Сплит на 15 юли 2023 г. и успява да спечели първия си трофей.
През декември удължава договора си с клуба до юни 2028 г.

### Интер Милано
На 4 юни 2025 г. Сучич преминава в италианския Интер Милано, подписвайки петгодишен договор.

## Международна кариера
Сучич е роден в Босна и Херцеговина в хърватско семейство. Той представлява Босна и Херцеговина на различни младежки нива. Капитан на отбора до 19 години под ръководството на треньора Ивица Барбарич.
През март 2024 г. Сучич решава, че ще представлява Хърватия вместо Босна и Херцеговина. Сучич е повикан в националния отбор на Хърватия за първи път за мачовете от Лигата на нациите срещу Португалия и Полша през септември 2024 г. Той дебютира на 5 септември 2024 г. срещу Португалия на Ещадио да Луж. Заменя Лука Модрич в 77-ата минута, а Португалия печели с 2:1.

## Личен живот
Братовчед му Лука Сучич също е професионален футболист.

## Отличия
Зрински Мостар
- Висша лига на Босна и Херцеговина: 2022/23
- Купа на Босна и Херцеговина: 2022/23

Динамо Загреб
- Първа хърватска футболна лига: 2023/24
- Купа на Хърватия: 2023/24
- Суперкупа на Хърватия: 2023